# Rat der Verteidigungsminister der Gemeinschaft Unabhängiger Staaten
Der Rat der Verteidigungsminister der Gemeinschaft Unabhängiger Staaten (russisch: Совет министров обороны СНГ, СМО СНГ) ist ein für die Militärpolitik der Gemeinschaft Unabhängiger Staaten    zuständiges Arbeitsgremium. Es koordiniert die militärische Zusammenarbeit der GUS-Staaten und entwickelt die Militär- und Verteidigungspolitik der GUS.

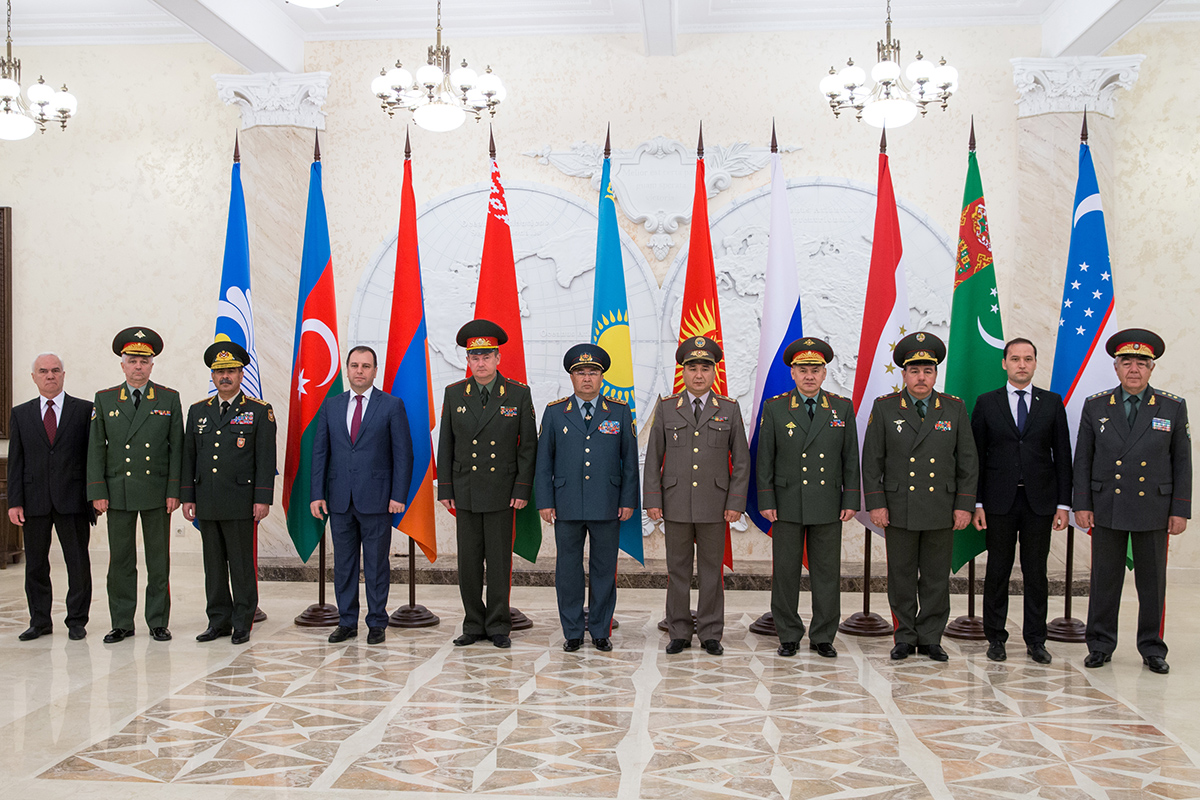
Die Teilnehmer der Ratssitzung 2017 in Moskau.

## Vorsitzender
Mit Ausnahme von Generaloberst Kostyantyn Morozov (Verteidigungsminister der Ukraine) war das Amt des Vorsitzenden des Rates historisch gesehen gleichzeitig mit dem Amt des Verteidigungsministers der Russischen Föderation verknüpft.
| Name                            | Foto | Amtszeit                         |
| ------------------------------- | ---- | -------------------------------- |
| Kostjantyn Petrowytsch Morosow  |      | 22. Dezember 1991 – 18. Mai 1992 |
| Pawel Sergejewitsch Gratschow   |      | 18. Mai 1992 – 17. Juni 1996     |
| Igor Nikolajewitsch Rodionow    |      | 17. Juli 1996 – 23. Mai 1997     |
| Igor Dmitrijewitsch Sergejew    |      | 23. Mai 1997 – 28. März 2001     |
| Sergei Borissowitsch Iwanow     |      | 28. März 2001 – 15. Februar 2007 |
| Anatoli Eduardowitsch Serdjukow |      | 15. Februar 2007 – 7. Mai 2012   |
| Sergei Kuschugetowitsch Schoigu |      | seit dem 11. Dezember 2012       |

## Aktuelle Mitglieder
Stand: Dezember 2021
| Land          | Name                                  | Dienstgrad      | Foto |
| ------------- | ------------------------------------- | --------------- | ---- |
| Armenien      | Suren Papikjan                        | -               |      |
| Aserbaidschan | Zakir Həsənov                         | Generaloberst   |      |
| Belarus       | Wiktar Chrenin                        | Generalleutnant |      |
| Kasachstan    | Murat Käribajuly Bektanow             | Generalleutnant |      |
| Kirgisistan   | Baktybek Assankalijewitsch Bekbolotow | Generalmajor    |      |
| Russland      | Sergei Schoigu                        | Armeegeneral    |      |
| Tadschikistan | Scheralij Mirso                       | Generaloberst   |      |
| Usbekistan    | Bahodir Qurbonov                      | Generalleutnant |      |